# Лбы (Кировская область)
 Лбы  — опустевшая деревня в Кирово-Чепецком районе Кировской области в составе Селезеневского сельского поселения.

## География
Расположена на расстоянии примерно 53 км на восток-юго-восток по прямой от центра района города Кирово-Чепецк.

## История
Известна была с 1678 года как заимочка Федки да Конашки Минеевых детей Мусихиных в 1764 здесь (уже деревня Лбовская) уже 71 житель, в 1802 в деревне было 18 дворов. В 1873 году было в деревне Лбовская дворов 18 и жителей 234, в 1905 32 и 232, в 1926 (починок Лбовская) 32 и 165, в 1950 (Лбы) 21 и 70, в 1989 17 жителей. Настоящее название утвердилось с 1950 года. 

## Население
Постоянное население составляло 1 человек (русские 100%) в 2002 году, 0 в 2010.